# Haydée Chikly
Haydée Chikly, también conocida como Haydée Samama Chikly Tamzali (Túnez, 23 de agosto de 1906-Ibid., 20 de agosto de 1998), fue una actriz, escritora y directora de cine tunecina. Está considerada  la primera actriz del mundo árabe.

## Trayectoria
Haydée Chickly nació en 1906, hija del cineasta tunecino judío Albert Samama-Chikli y de Bianca Ferrero, una italiana nacida en Savoy. El abuelo paterno de Tamzali, David Samama, era un banquero del Bey que estableció la institución que luego se convertiría en el Banco de Túnez.
Haydée Tamzali interpretó su primer papel en 1921 en la primera película dirigida por su padre, Zohra, donde ejerció de protagonista. El cortometraje, fue considerado la primera película de ficción tunecina, se proyectó por primera vez en el cine Omnia Pathé de Túnez el 21 de diciembre de 1922.
El director estadounidense Rex Ingram, entonces en Túnez para el rodaje de su película El árabe, se fija en ella y plantea la posibilidad de que interprete un papel especialmente creado para ella. El padre de Haydée inicialmente se niega y luego acepta, pero no permitió que su hija siguiera su carrera en Hollywood, con apenas quince años. En 1923, Haydée protagonizó una nueva película de su padre, La Fille de Carthage, de la que también fue guionista y que fue el primer largometraje de Túnez dirigido por un tunecino.
En 1929 se casó con el argelino Jellil Tamzali y se trasladó a Argelia, donde continuó escribiendo y se dedicó a obras sociales, siendo secretaria de la Cruz Roja y presidenta de la Liga contra el cáncer, como se indica en la contraportada de su libro Founded Images. Se convirtió al islam y tuvo dos hijos.
Más tarde regresó a Túnez donde, durante los años noventa, escribió una columna en el diario La Presse de Tunisie, donde escribía un cuento todos los domingos. También publicó un libro sobre cocina norteafricana con 444 recetas tunecinas, argelinas y marroquíes, incluidas 33 recetas diferentes de cuscús.
En 1996, Mahmoud Ben Mahmoud dirigió un cortometraje de 29 minutos Albert Samama Chikli, este maravilloso loco filmando con sus divertidas máquinas, en el que narra la vida del pionero del cine tunecino, Albert Samama-Chikli, en particular a través de imágenes de sus dos películas de ficción y los testimonios de Haydée. 

## Filmografía (no exhaustiva)
- 1922 : Zohra d'Albert Samama-Chikli
- 1923 : Aïn el Ghazal d'Albert Samama-Chikli
- 1924 : L'Arabe de Rex Ingram
- 1996 : Un été à La Goulette de Férid Boughedir